# Juníns husarer
Juníns husarer (spanska: Los Húsares de Junín, officiellt Regimiento de Caballería ”Glorioso Húsares de Junín” N.° 1 - Libertador del Perú), är en historisk enhet i Perus armé som sedan dess tillkomst, som del i Legión Peruana de la Guardia, deltagit i de viktigaste händelserna i Perus historia. 
På grund av sin historiska betydelse utsågs de att vara närvarande vid återinförlivandet av Tacna i Perus territorium den 28 augusti 1929.
De utgjorde republikens presidents beridna vakt från 5 mars 1987 till 27 juli 2012. Då avlöstes de av Mariscal Domingo Nieto, enligt en resolution under president Ollanta Humalas regering. Dess högkvarter låg i det historiska centrat av Lima, och återvände till Chorrillos där det var stationerat fram till 1987. Dess nuvarande uppdrag är att medverka vid alla officiella ceremonier, med dess krigsflagga och eskort och dess musikkår.

## Krigskonflikter

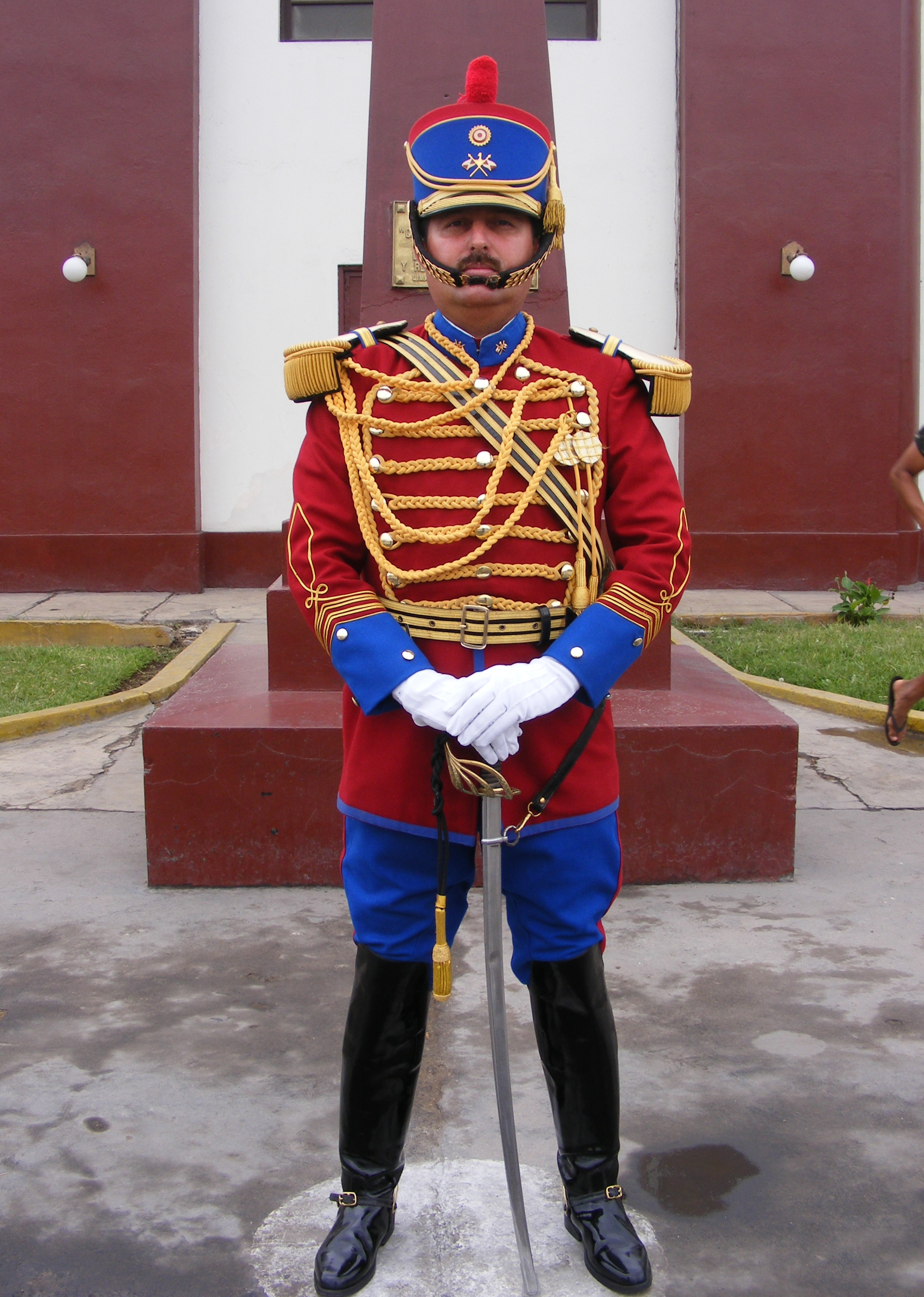
Officiell uniform för"Husares de Junin" N.º 1 Libertador del Perú.

I krigskonflikterna som involverat Peru har husarerna deltagit i följande strider:
- 1822 – Slaget vid Caucato.
- 1823 – Slaget vid Zepita.
- 1824 – Slaget vid Junín.
- 1824 – Slaget vid Ayacucho.
- 1825 – Campaña de Sucre en el Alto Perú.
- 1829 – Slaget vid Tarqui.
- 1836 – Slaget vid Socabaya.
- 1838 – Slaget vid Portada de Guías.
- 1838 – Slaget vid Pisco.
- 1838 – Slaget vid Cerro de la Sierpe.
- 1841 – Slaget vid Ingavi.
- 1858 – Belägringen av Arequipa.
- 1879 – Slaget vid Quillagua.
- 1879 – Slaget vid Germania.
- 1910 – Slaget vid Tacna.